# Nitocrella africana
Nitocrella africana är en kräftdjursart som beskrevs av Claude Chappuis 1955. Nitocrella africana ingår i släktet Nitocrella och familjen Ameiridae. Inga underarter finns listade i Catalogue of Life.